# Elesmoides malagasy
Elesmoides malagasy is een vlinder uit de familie visstaartjes (Nolidae). De wetenschappelijke naam van deze soort is voor het eerst geldig gepubliceerd in 1973 door Viette.
De soort komt voor in tropisch Afrika.